# Kiten (Bulgarije)
Kiten (Bulgaars: Китен) is een stad in het oosten van Bulgarije. De stad is gelegen in de gemeente Primorsko in oblast Boergas. De stad ligt 38 km ten zuidoosten van de stad Boergas en 368 km ten zuidoosten van de hoofdstad Sofia. 

## Bevolking
Op 31 december 2019 werden 989 inwoners in het dorp geregistreerd door het Nationaal Statistisch Instituut, een stijging van 31 personen ten opzichte van de laatste officiële volkstelling van 2011.
| Bevolkingsontwikkeling tussen 1934 en 2019          |
| --------------------------------------------------- |
|                                                     |
| Bron: Nationaal Statistisch Instituut van Bulgarije |

In het dorp wonen hoofdzakelijk etnische Bulgaren (908 personen, oftewel 96,5% van de 941 respondenten). 18 inwoners identificeerden zichzelf als etnische Roma, oftewel 1,9% van de bevolking.
| Etnische samenstelling van de respondenten (2011) | Etnische samenstelling van de respondenten (2011) | Etnische samenstelling van de respondenten (2011) | Etnische samenstelling van de respondenten (2011) | Etnische samenstelling van de respondenten (2011) |
| ------------------------------------------------- | ------------------------------------------------- | ------------------------------------------------- | ------------------------------------------------- | ------------------------------------------------- |
|                                                   |                                                   |                                                   |                                                   |                                                   |
| Bulgaren                                          | Bulgaren                                          |                                                   | 96,5%                                             | 96,5%                                             |
| Turken                                            | Turken                                            |                                                   | 0,0%                                              | 0,0%                                              |
| Roma                                              | Roma                                              |                                                   | 1,9%                                              | 1,9%                                              |
| Anders/Onbekend                                   | Anders/Onbekend                                   |                                                   | 1,6%                                              | 1,6%                                              |